# Бермудские Острова на летних Олимпийских играх 2012
Бермуды на летних Олимпийских играх 2012 были представлены в пяти видах спорта.

## Результаты соревнований

### Водные виды спорта

#### Плавание
Спортсменов — 1
В следующий раунд на каждой дистанции проходят лучшие спортсмены по времени, независимо от места занятого в своём заплыве.
Мужчины
| Соревнование       | Спортсмен      | Предварительные заплывы | Предварительные заплывы | Полуфиналы           | Полуфиналы           | Финал                | Финал                |
| Соревнование       | Спортсмен      | Результат               | Место                   | Результат            | Место                | Результат            | Место                |
| ------------------ | -------------- | ----------------------- | ----------------------- | -------------------- | -------------------- | -------------------- | -------------------- |
| 50 м вольный стиль | Рой-Аллан Бёрч | 22,47                   | 24                      | Завершил выступление | Завершил выступление | Завершил выступление | Завершил выступление |

### Конный спорт
Спортсменов — 1

#### Конкур
В каждом из раундов спортсменам необходимо было пройти дистанцию с разным количеством препятствий и разным лимитом времени. За каждое сбитое препятствие спортсмену начислялось 4 штрафных балла, за превышение лимита времени 1 штрафное очко (за каждые 5 секунд).
| Соревнование              | Спортсмены                                | Квалификация | Квалификация | Квалификация | Квалификация | Квалификация | Квалификация         | Квалификация         | Квалификация         | Финал                | Финал                | Финал                | Финал                | Финал |
| Соревнование              | Спортсмены                                | 1 раунд      | 1 раунд      | 2 раунд      | Всего        | Всего        | 3 раунд              | Всего                | Всего                | Финал A              | Финал A              | Финал B              | Всего                | Всего |
| Соревнование              | Спортсмены                                | Штраф        | Место        | Штраф        | Штраф        | Место        | Штраф                | Штраф                | Место                | Штраф                | Место                | Штраф                | Штраф                | Место |
| ------------------------- | ----------------------------------------- | ------------ | ------------ | ------------ | ------------ | ------------ | -------------------- | -------------------- | -------------------- | -------------------- | -------------------- | -------------------- | -------------------- | ----- |
| Индивидуальное первенство | Джулиан Терсейра на Bernadien van Westuur | 1            | 33 (Q)       | 8            | 9            | 47           | Завершил выступление | Завершил выступление | Завершил выступление | Завершил выступление | Завершил выступление | Завершил выступление | Завершил выступление | 47    |

### Лёгкая атлетика
Спортсменов — 2
Мужчины
| Дисциплина     | Спортсмен   | Предварительный раунд | Предварительный раунд | Четвертьфиналы | Четвертьфиналы | Полуфиналы | Полуфиналы | Финал     | Финал |
| Дисциплина     | Спортсмен   | Результат             | Место                 | Результат      | Место          | Результат  | Место      | Результат | Место |
| -------------- | ----------- | --------------------- | --------------------- | -------------- | -------------- | ---------- | ---------- | --------- | ----- |
| прыжки в длину | Тайрон Смит | 7.97                  | 10                    |                |                |            |            | 7.70      | 12    |

Женщины
| Дисциплина     | Спортсмен    | Предварительный раунд | Предварительный раунд | Четвертьфиналы | Четвертьфиналы | Полуфиналы | Полуфиналы | Финал                 | Финал                 |
| Дисциплина     | Спортсмен    | Результат             | Место                 | Результат      | Место          | Результат  | Место      | Результат             | Место                 |
| -------------- | ------------ | --------------------- | --------------------- | -------------- | -------------- | ---------- | ---------- | --------------------- | --------------------- |
| прыжки в длину | Арантша Кинг | 6.40                  | 13                    |                |                |            |            | Завершила выступление | Завершила выступление |

### Парусный спорт
Спортсменов — 2
Открытый класс
| Класс | Спортсмены                      | Гонка  | Гонка | Гонка | Гонка  | Гонка  | Гонка | Гонка | Гонка  | Гонка | Гонка | Гонка | Гонка | Гонка | Гонка | Гонка | Гонка | Очки | Место |
| Класс | Спортсмены                      | 1      | 2     | 3     | 4      | 5      | 6     | 7     | 8      | 9     | 10    | 11    | 12    | 13    | 14    | 15    | M     | Очки | Место |
| ----- | ------------------------------- | ------ | ----- | ----- | ------ | ------ | ----- | ----- | ------ | ----- | ----- | ----- | ----- | ----- | ----- | ----- | ----- | ---- | ----- |
| 49er  | Джесси Киркленд Зандер Киркленд | 21 DNF | 19    | 18    | 21 DNF | 21 DNF | 12    | 6     | 21 DNF | 6     | 10    | 12    | 19    | 2     | 19    | 18    | EL    | 204  | 19    |

### Триатлон
Спортсменов — 2
Мужчины
| Соревнование              | Спортсмен         | Плавание | Велоспорт | Бег   | Итоговое время | Место | Отставание |
| ------------------------- | ----------------- | -------- | --------- | ----- | -------------- | ----- | ---------- |
| Индивидуальное первенство | Тайлер Баттерфилд | 18:58    | 58:32     | 31:52 | 1:50:32        | 34    |            |

Женщины
| Соревнование              | Спортсмен   | Плавание | Велоспорт | Бег   | Итоговое время | Место | Отставание |
| ------------------------- | ----------- | -------- | --------- | ----- | -------------- | ----- | ---------- |
| Индивидуальное первенство | Флора Даффи | 19:28    | 1:11:07   | 37:08 | 2:08:54        | 45    |            |